# إطلاق نار مدرسة أوكلاند 2022
إطلاق نار مدرسة أوكلاند 2022 في يوم الأربعاء 28 سبتمبر 2022 أصيب ستة أشخاص موظفين وطالبين جراء عنف مسلح وقع في مجمع مدارس ملك العقارات، وهي منطقة تشترك فيها ثلاث مدارس ثانوية مختلفة في حرم جامعي معقد في أوكلاند كاليفورنيا. وقع إطلاق النار خلال ساعات الدراسة في الساعة 12:45 ظهرًا عندما دخل مسلحان تعتقد سلطات أوكلاند أنهما لم يلتحقوا بالمدرسة حرم مدرسة روسديل الثانوية وأطلقوا ثلاثين طلقة على الأشخاص الموجودين في الحرم الجامعي. وبينما أفادت الأنباء أن إطلاق النار كان له طابع عصابة، فإن الضحايا الذين أصيبوا كانوا جميعًا من المارة الأبرياء. لم يتم القبض على أي مشتبه بهم أو التعرف عليهم. هناك لقطات للمراقبة تظهر اثنين من المسلحين المشتبه بهم في الحرم الجامعي، وشخص ثالث محل اهتمام متورط، ولم يتم نشر هذه اللقطات بعد.

## إطلاق النار
اعتقدت شرطة أوكلاند أن اثنين من الرماة قد دخلوا حرم المدرسة وفتحوا النار على الحرم الجامعي الذين كانوا يتجولون أو يتسكعون ويتحدثون إلى زملاء العمل والطلاب. تم إطلاق ثلاثين رصاصة في المجموع. رد المسؤولون على الساعة 12:45 مساءً تقرير عن إطلاق نار، وقالوا في البداية إنهم يبحثون عن مطلق نار واحد، لكن في النهاية قالوا إن المزيد من الأشخاص قد يكونون متورطين.
أخبر أحد الوالدين قناة كيه تي في يو أنها شاهدت خمسة من إطلاق النار المحتملين، وقال والد آخر إنه كان يتحدث إلى ابنته البالغة من العمر 13 عامًا على فيس تايم عندما سمع طلقات نارية في الخلفية، كانت مختبئة تحت مكتب عندما اتصلت بوالدها. تم إغلاق المدرسة وقام ضباط إنفاذ القانون بسحب البنادق أثناء المشي في الممرات والمناطق الأخرى من ممتلكات المدرسة. تم اعتبار الحرم الجامعي خاليًا من الخطر بعد الساعة 3 مساءً بقليل، وفقًا لما ذكره عمدة أوكلاند ليبي شاف. تم تسجيل بعض الطلاب وهم يختبئون تحت طاولاتهم الدراسية. قالت السلطات إن جميع الطلاب في الحرم الجامعي المتضرر قد تم لم شملهم مع آبائهم أو أولياء أمورهم الذين تم توجيههم إلى مركز لم الشمل في كنيسة في ماونتن بوليفارد وشارع فونتين لاصطحاب أطفالهم.